# Resolució 61 del Consell de Seguretat de les Nacions Unides
La Resolució 61 del Consell de Seguretat de les Nacions Unides, aprovada el 4 de novembre de 1948, va decidir que la treva establerta a la Resolució 54 del Consell de Seguretat de les Nacions Unides continuarà vigent fins que s'aconsegueixi un ajustament pacífic de la futura situació de Palestina. A tal efecte, el Consell va ordenar la retirada de les forces de la zona a les posicions del 14 d'octubre, amb la facultat d'autoritzar el mediador interí per establir línies provisionals que no tinguessin cap moviment de tropes. El Consell també va decretar que s'establissin zones neutrals mitjançant negociacions entre les parts o, en cas contrari, mitjançant la decisió del mediador interí.
La resolució també va nomenar un comitè integrat pels cinc membres permanents del Consell, juntament amb Bèlgica i Colòmbia per assessorar el Mediador interí i, si alguna de les dues parts no complia amb la resolució, aconsellar al Consell sobre quines mesures addicionals seria convenient assumir sota el Capítol VII de la Carta.
La resolució va ser adoptada amb nou vots i una contra (RSS d'Ucraïna), mentre que la Unió Soviètica es va abstenir.